# كيفن فريزر
كيفن فريزر (بالإنجليزية: Kevin Frazier)‏ هو معلق رياضي أمريكي، ولد في 20 مايو 1964.

## وصلات خارجية
- كيفن فريزر على موقع IMDb (الإنجليزية)
- كيفن فريزر على موقع قاعدة بيانات الفيلم (الإنجليزية)